# Sport automobile au Japon

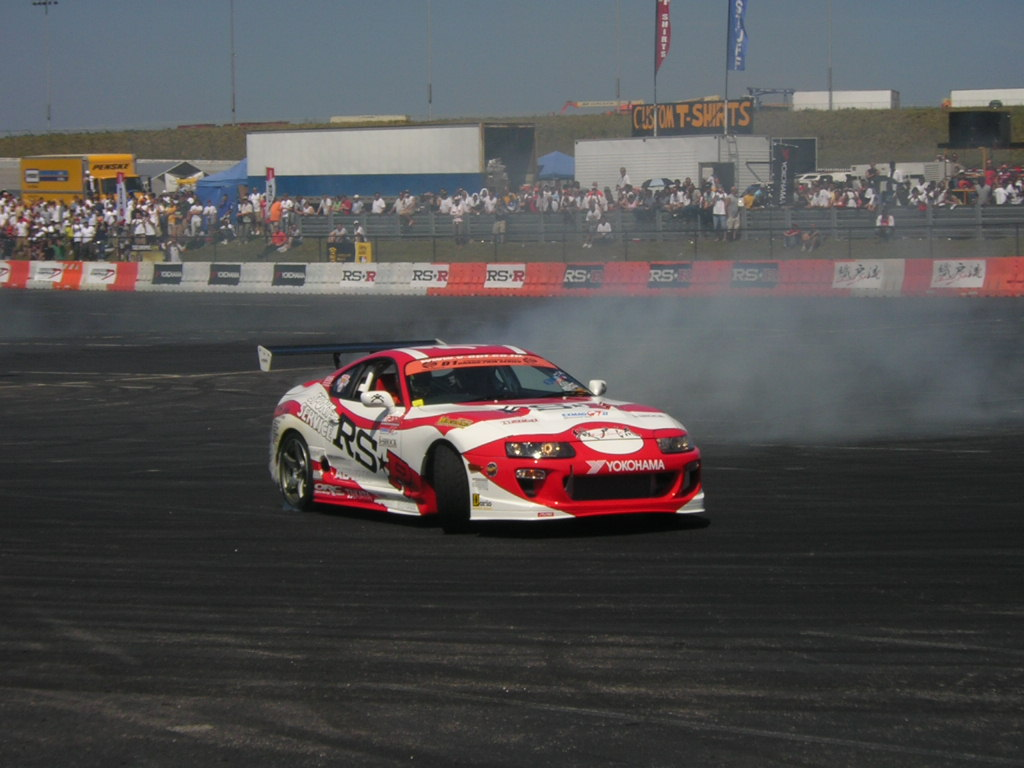
Le drift en tant que discipline du sport automobile fut inventé au Japon (ici Manabu Orido sur une Toyota Supra).

Le sport automobile est l'un des sports populaires au Japon.

## Historique

### Avant les années 1940
La plus ancienne course automobile se déroulant au Japon est l'étape japonaise de la course New York-Paris de 1908. Arrivant à Yokohama , les participants traversent le Japon sur 480 km jusqu'à arriver à Tsuruga au bord  de la mer du Japon. En 1926 le Asahi Shinbun organise la première course japonaise.
En 1936 est créé le circuit de Tamagawa le premier circuit permanent au Japon et en juin de la même année se déroule les premières compétitions. À cette occasion participent Soichiro Honda qui tenant un atelier de réparation à Hamamatsu, ainsi que des constructeurs tels que Nissan (auparavant Datsun jusqu'en 1933). En raison de la Seconde guerre mondiale, les courses sont interrompues.

### Les années 1940-1950
Comme le reste de la base industrielle du Japon, le secteur de l'automobile, a été détruit en grande partie lors de guerre du Pacifique. Après la guerre, ce sont à partir des courses de moto, dont le nombre de pièces est inférieur et la production plus facile que les premières compétitions mécaniques reprennent. La première course a lieu dans les années 1950 à Funabashi.

### Années 1960-1970
Dans les années 1960 course l'automobile reprend son essor au Japon. En 1962, le circuit de Suzukaest créé par le constructeur Honda qui l'utilise comme piste d'essai. Le premier Grand Prix du Japon se déroule à partir de 1963. En 1965 est ouvert le circuit de Funabashi, puis en 1966 le Fuji Speedway.

### Depuis les années 1980

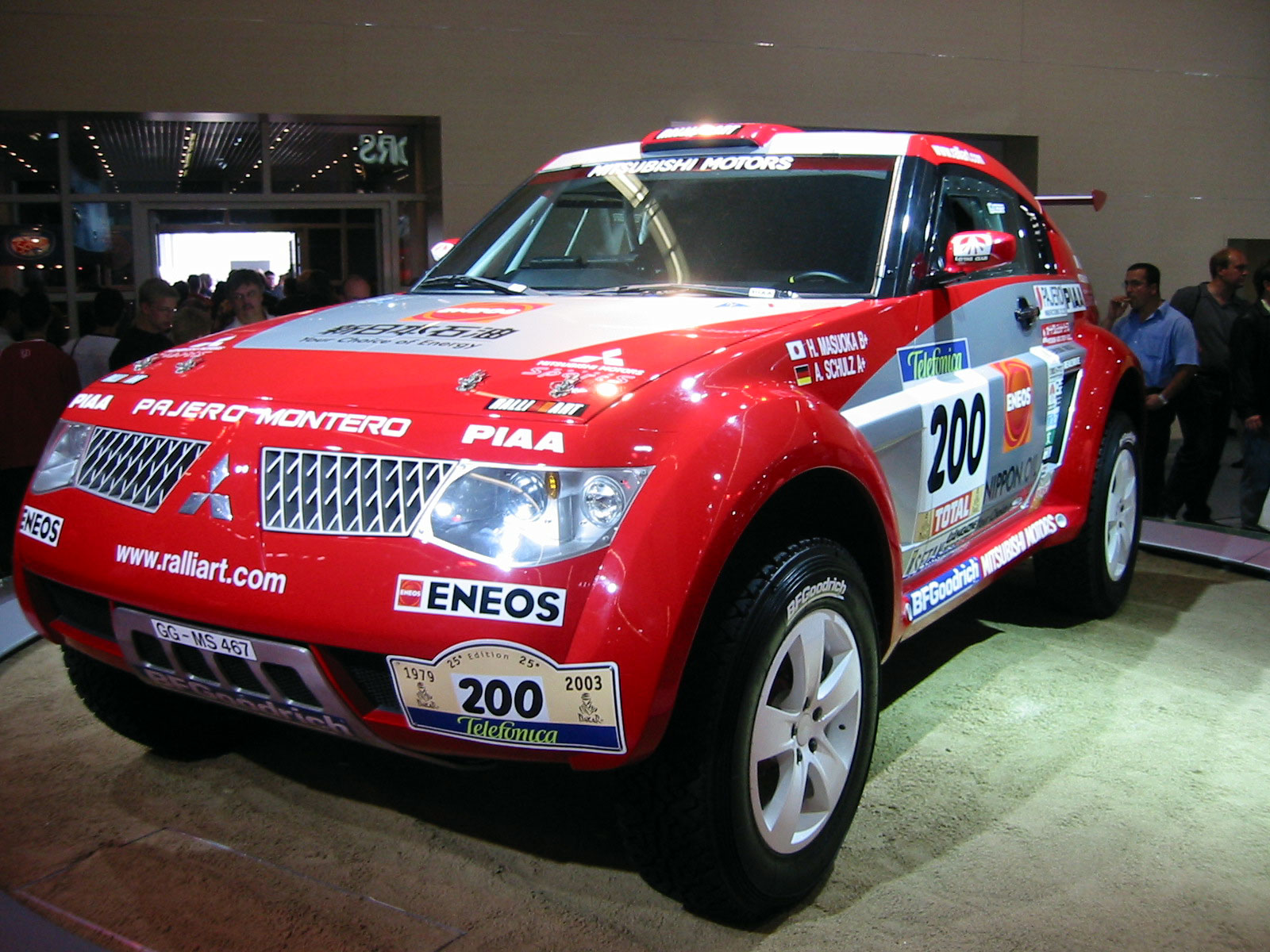
La Mitsubishi Pajero de Hiroshi Masuoka en 2003.

En 1990, lors du Grand Prix du Japon Aguri Suzuki termine sur le podium à la 3e place. Cela reste à ce jour le meilleur résultat d'un pilote asiatique en Formule 1 (performance seulement égalée par Takuma Satō au Grand Prix des États-Unis 2004 et Kamui Kobayashi au Grand Prix du Japon 2012).
Au début des années 1990, Mitsubishi se distingue lors de l'épreuve du Paris-Dakar. Grâce à son modèle Pajero, la marque nippone permet à ses pilotes de remporter la course à 12 reprises entre 1985 et 2007 (dont les japonais Kenjiro Shinozuka en 1997 et Hiroshi Masuoka en 2002 et 2003).
En 2017, Takuma Satō devient le premier japonais à remporter les 500 miles d'Indianapolis.

## Circuits majeurs
De nombreux différents circuits ont été utilisés au cours du temps pour différentes compétitions du sport automobile, rendant célèbres plusieurs circuits : 
- Circuit de Suzuka
- Fuji Speedway

## Palmarès

### Pilotes

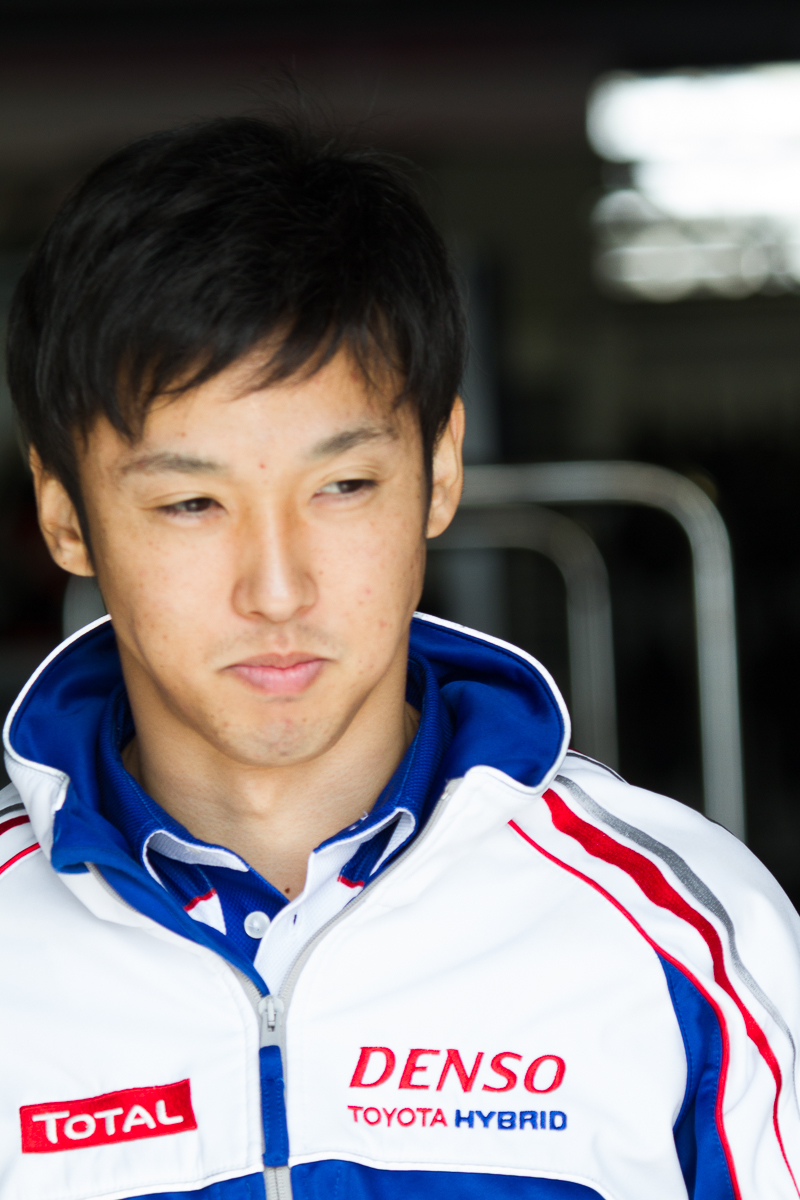
Kazuki Nakajima : 1 titre en endurance.
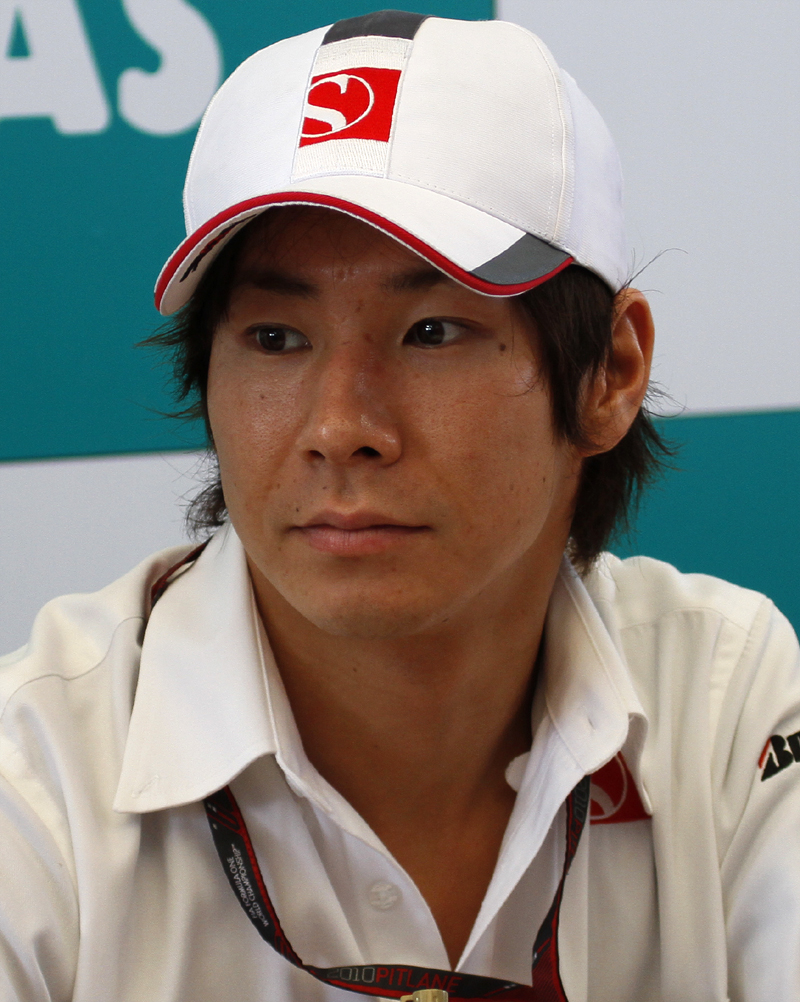
Kamui Kobayashi : 2 titres en endurance.
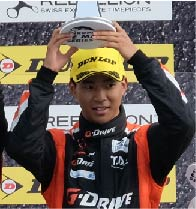
Ryō Hirakawa : 1 titre en endurance.

Trois pilotes japonais ont été Champion du monde. Les trois pilotes l'ont été en endurance entre 2019 et 2022, profitant de l'engagement de Toyota dans la compétition.
- Championnat du monde d'endurance
  - Kazuki Nakajima : 2019
  - Kamui Kobayashi : 2020, 2021
  - Ryō Hirakawa : 2022

Dans les trois épreuves les plus prestigieuses, Masanori Sekiya remporte en 1995 les 24 Heures du Mans (Seiji Ara et Kazuki Nakajima les remportent également en 2004 et 2018). En 2017, Takuma Satō remporte les 500 miles d'Indianapolis. En revanche aucun pilote japonais n'a remporté le Grand Prix de Monaco.

### Constructeurs

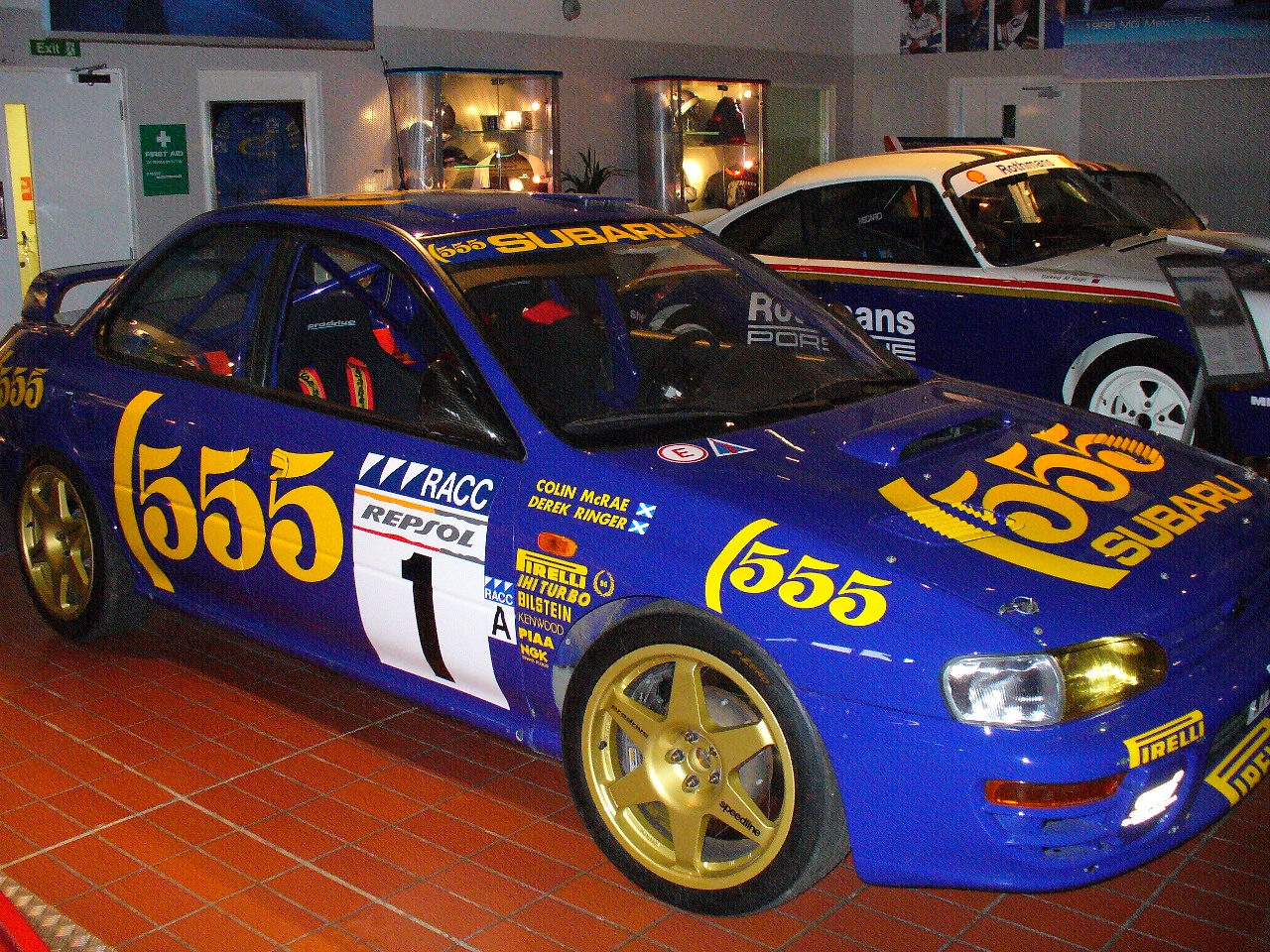
Subaru Impreza (1995)
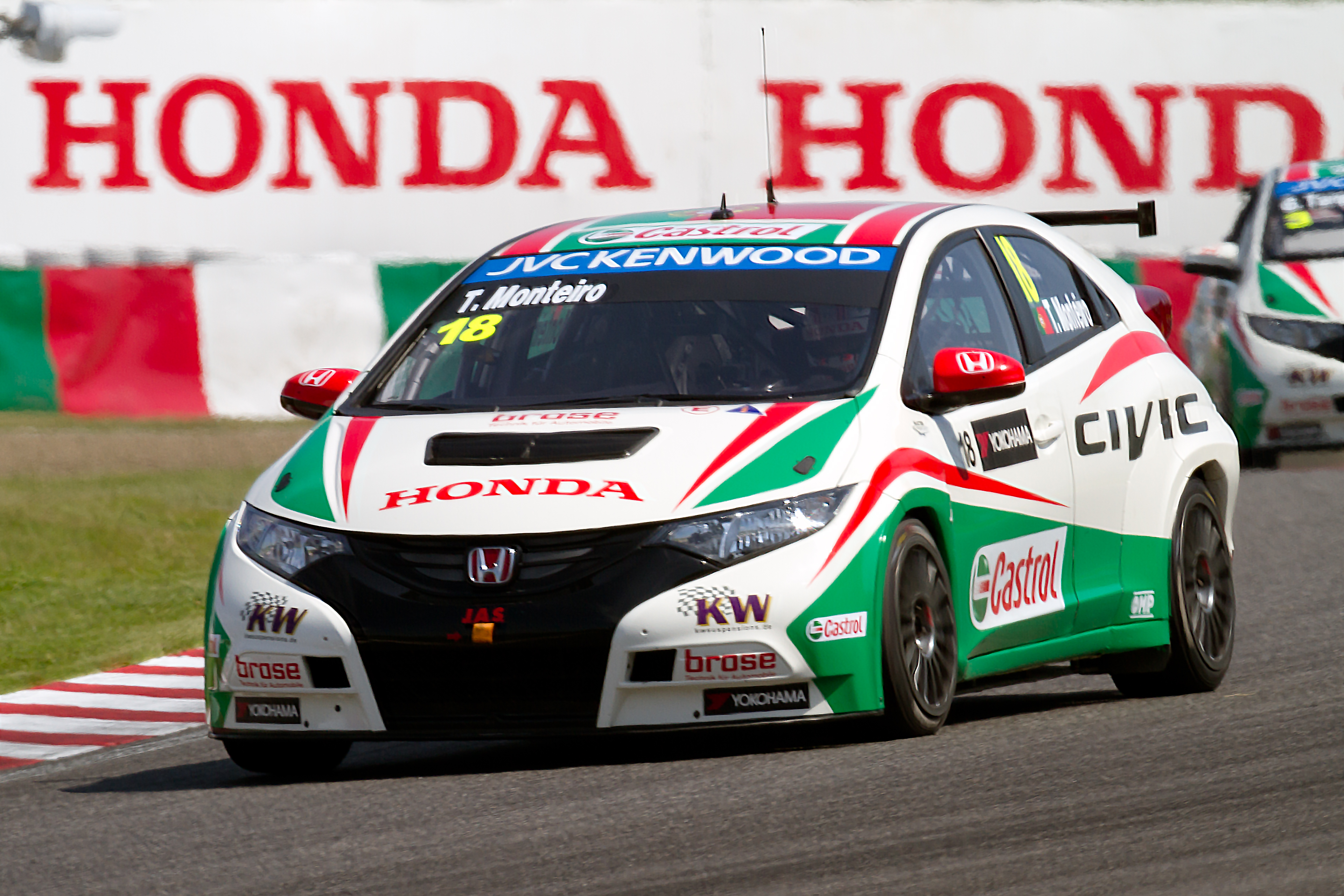
Honda Civic (2013)
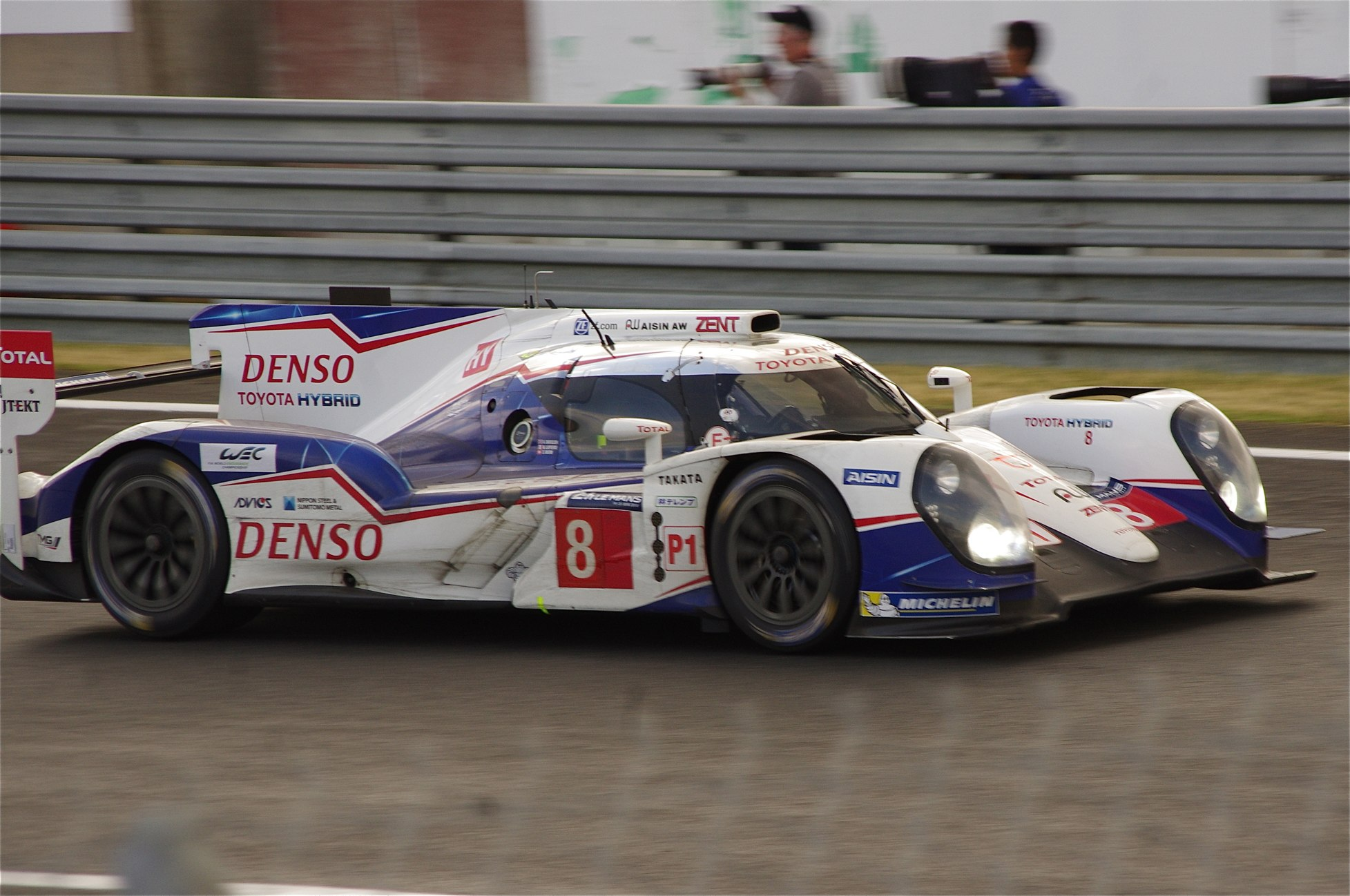
Toyota TS040 Hybrid (2014)
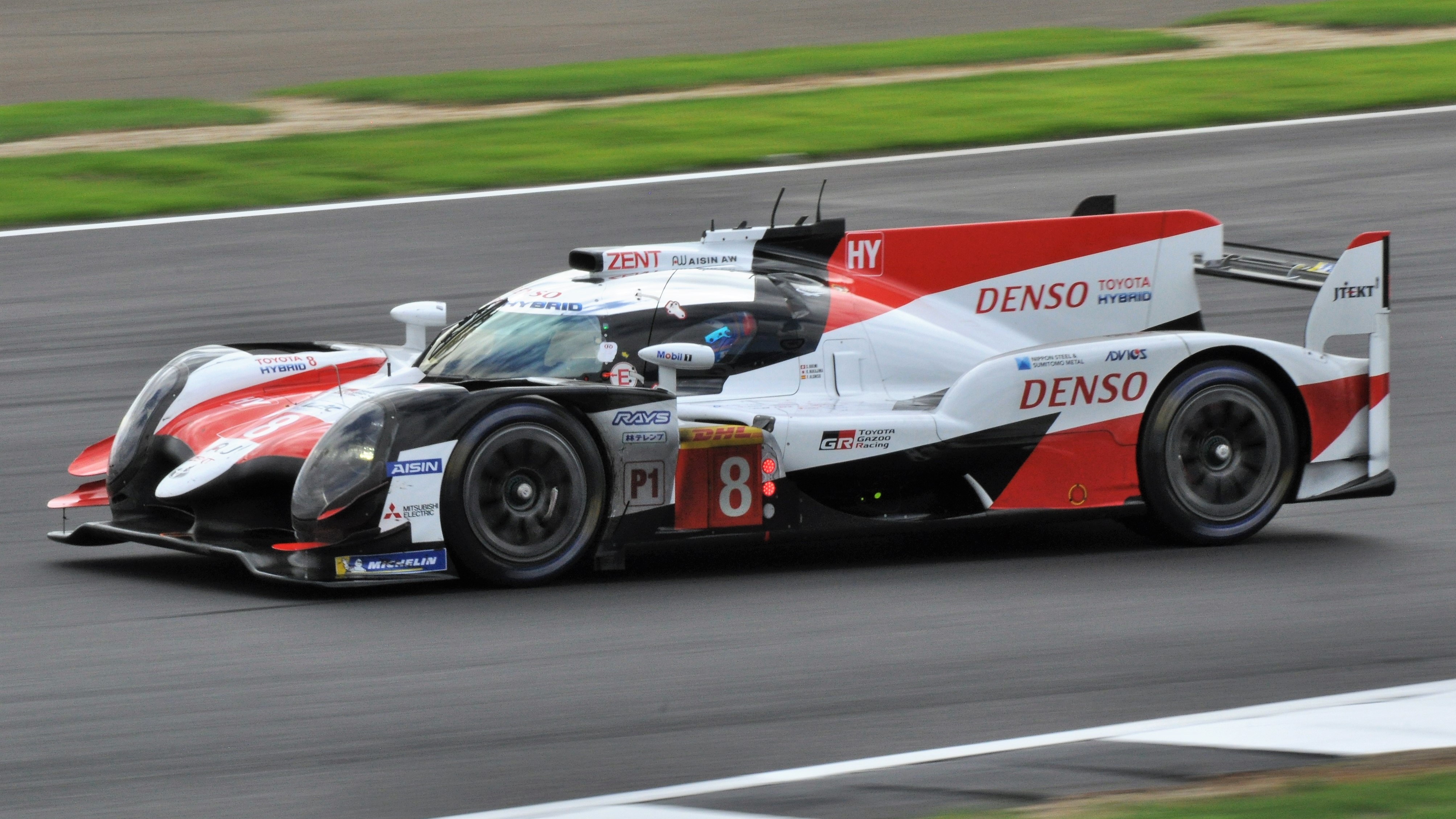
Toyota TS050 Hybrid (2019)

Championnats du monde
Plusieurs constructeurs ont réussi à remporter le titre de champion du monde des constructeurs dans divers catégories.
- Championnat du monde des rallyes
  - Toyota : quatre fois en 1993, 1994, 1999 et 2018
  - Subaru : trois fois en 1995, 1996, 1997
  - Mitsubishi : une fois en 1998

- Championnat du monde des voitures de tourisme
  - Honda : 2013

- Championnat du monde d'enduranc
  - Toyota : 2014, 2019, 2020, 2021, 2022

- Championnat du monde de Formule 1 (motoriste : non officiel)
  - Honda : motoriste lors des victoires Williams en 1986 et 1987 et de Mclaren en 1988, 1989, 1990, 1991.

Autres
- IndyCar Series
  - Toyota : 2003
  - Honda : 2004, 2005, 2018